# Nepomuk (loď)
Nepomuk je salónní rychloloď, nyní největší loď společnosti Pražské Benátky, používaná od roku 2006 k párty plavbám na Vltavě v Praze. Vyrobena byla roku 1933 pod názvem Rhodania, pod nímž se plavila na Rhoně, a poté pod názvy Ville-de-Strasbourg a Strasbourg sloužila na horním Rýnu. Jméno Nepomuk (podle českého města) nese od roku 1980. Má délku 38,50 metru (do roku 1937 jen 31.40 metru), šířku 5,20 metru, ponor 1,43 metru a obsaditelnost 112 osob. Podle provozovatele je nejstarší osobní lodí v Praze.

## Historie

### Rhodania, Lyon
Loď byla vyrobená roku 1933 v plavební společnosti Rhodania a.s. Tato společnost vznikla roku 1931 ve francouzském Lyonu a působila na řece Rhoně. Modernizovala zdejší nákladní lodní dopravu zavedením prvních samohybných motorových nákladních lodí s pohonem dieselovými motory (do té doby zde pluly remorkéry a vlečné nákladní čluny). Rozhodujícími muži v této společnosti byli pánové Louis Groschupf, činný v basilejské společnosti Lloyd AG, a lodní konstruktér Adolf Ryniker. „Sociéte Rhodonia Plaisance" byla založena se spolupodílnictvím basilejské firmy „Basler Rheinschiffahrt AG", jež podle Rynikerových plánů nechala postavit osobní motorovou loď „Rhodania" (dnešní loď Nepomuk). Stavbu provedla belgická loděnice Josef Boel a synové (Jos. Boel en zonen) v roce 1933. To potvrzuje i originální výrobní štítek, který se dochoval na soklu kormidelny lodi.
Loď „Rhodania" byla sesterskou lodí „Rhy-blitz" ze švýcarské Basileje. Původně měla délku 31,40 m, šířku 4,80 m a původně měla ponor 1,50 m. Pro plavby na velmi silně proudící řece Rhoně byla vystrojena dvěma vrtulemi poháněnými dvěma dieselmotory značky Sulzer o jednotlivém výkonu po 100 KS. Obsaditelnost byla stanovena na 230 cestujících.
První plavbu vykonala na Rhoně dne 12. srpna 1933 z Lyonu do Avignonu. Plavební podnikání na Rhoně však neprovázel úspěch.

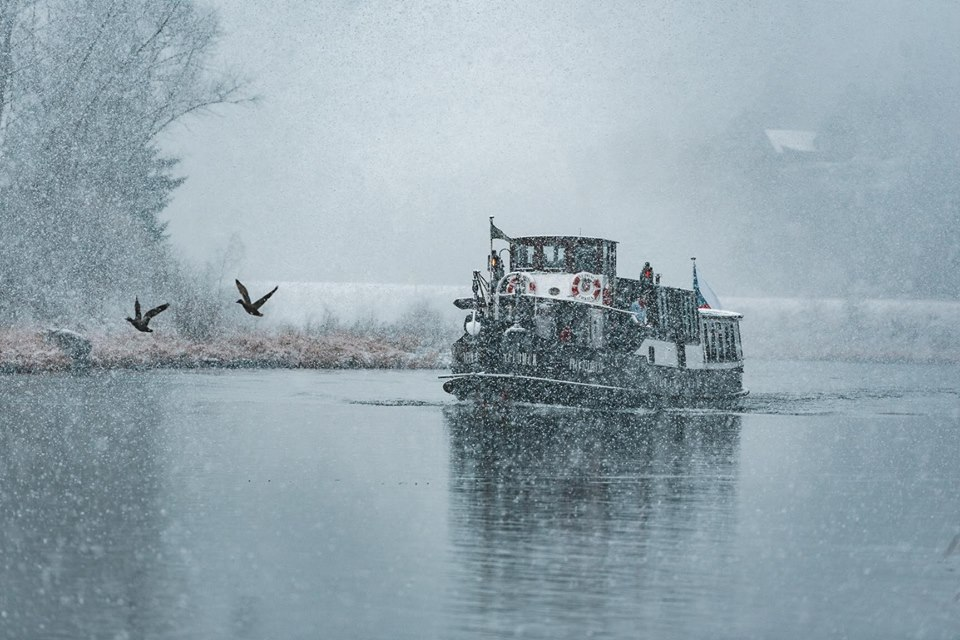
loď Nepomuk

### BRAG, Basilej
Po sezoně 1936 byla odprodána Basilejské rýnské plavební akciové společnosti (BRAG, později BPG). V roce 1937 prošla v režii BRAG velkou přestavbou, v jejímž rámci byla prodloužena na délku 38,50 m. Byla přestavěna na jednovrtulový pohon a pohonnou jednotkou se stal starší motor Sulzer typ RWK 25, čtyřválcový dvoutakt z roku 1929, jak potvrzuje ražba nalezená na klikové hřídeli. Tento motor loď pohání dodnes. Zapalován je doutnáky. Tento motor původně pocházel z rýnské nákladní lodi „Bern", na níž byl nahrazen silnějším motorem. Obsaditelnost byla zvýšena na 340 osob. Loď byla přejmenována na „Ville-de-Strasbourg", později pak bylo jméno zkráceno na „Strasbourg".
Od roku 1938 byla nasazena na lince z Basileje, respektive ze Štrasburku, k oblíbené výletní restauraci „Altenheimer Hof" položené nedaleko Štrasburku proti proudu Rýna. Linka byla obchodně úspěšná, avšak počátkem 2. světové války musel být provoz kvůli nepřátelským výpadům Němců proti Švýcarům zastaven a loď se vrátila do domovského přístavu Basel. Oblíbený restaurant „Altenheimer Hof" byl v průběhu války natolik poškozen, že jeho obnova nebyla finančně únosná a lodní linka tedy nebyla obnovena. Loď byla proto společně se sesterskou „Rhy-blitz" v provozu jen v okolí Basileje.

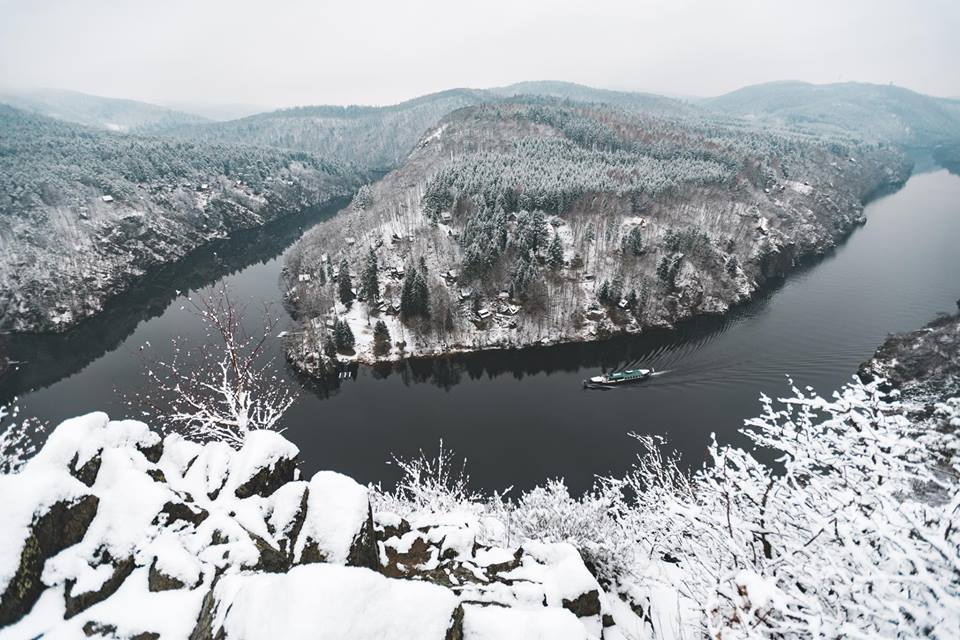
loď Nepomuk z vyhlídky Máj

### Personenschiffahrt Sasbach
V roce 1980 ji pod jménem "Strasbourgh" odkoupil prostřednictvím společnosti Personenschiffahrt Sasbach rejdař Hans Jürgen Woditsch, který ji přemístil do Sasbachu, který leží na pravé, německé straně horního Rýna, proti hranici Švýcarska a Francie. J. H. Woditsch přejmenoval loď na „Nepomuk".
J. H. Woditsch loď čile využíval. Zachované dobové fotografie napovídají, že ji pečlivě udržoval (střední otevřený nástupní prostor zakrýval příležitostně plachtou). J. H. Woditsch loď v roce 1993 prodal loď i celou firmu rejdaři Manfredovi Kunze.

### I.S.D. Düsseldorf
29. prosince 2001 byl lodní veterán odprodán firmě I.S.D. (Immobilien Schiffe Dienstleistungen) GmGH na dolní Rýn, resp. do Düsseldorfu. Tam sloužila jako restaurace a k pořádání různých párty. Pro tento účel byla její nosnost snížena na pouhých 50 osob.

### Pražské Benátky
V roce 2000 si lodi všiml na internetu Zdeněk Bergman, kde jí nabízel makléř Dietter Hoheisel, pod makléřstvím "P-Boat Classic" bez jména. Tehdy loď patřila ještě rejdařství Personenschiffahrt Sasbach, rejdaři Manfredovi Kunze. Ten ji v roce 2001 prodal rejdařství I.S.D. Düsseldorf, rejdař Manfred Bureick za vyšší nabídku, než nabízel Zdeněk Bergman. Zdeněk Bergman byl v pravidelném kontaktu od prvopočátku jeho vlastnictví a mnohokráte se v Düsseldorfu na palubě Nepomuku sešli. Ten loď vzápětí prostřednictvím své První Všeobecné Člunovací Společnosti (dnes Pražských Benátek) roku 2006 zakoupil.
Pražské Benátky uvádějí kapacitu lodi 112 míst k sezení uvnitř (72 míst v hlavním salonu a 32 míst v zadním salonu) a 54 míst venku (30 na přední palubě a 24 na zadní palubě). V horním salonu je umístěn bar. Pro firemní večírky a plavby s rautem uvádí provozovatel kapacitu 120 osob, pro prezidentskou nebo ředitelskou plavbu 22 míst k sezení, pro primátorskou plavbu 28 míst k sezení. V technických parametrech uvádí obsaditelnost 112 osob. Loď má domovské přístaviště na Vltavě v Praze.
Kapitánem lodi je od roku 2008 Mario Juhas, který stejně jako loď pochází z Belgie. Celý život se plavil po evropských řekách.